# Vatreni opančar
Vatreni opančar (vatrena stjenica, lat. Pyrrhocoris apterus), kukac raznokrilac iz porodice vatrenih stjenica (Pyrrhocoridae),crvena tijela s crnim pjegama. Dug je oko 10 mm. Čest u parkovima uz brijestove i lipe. Hrani se trulim lišćem, plodovima, uginulim kukcima. Jaja polaže u tlo. Nastanjuje cijelu Europu.